# Die Sendung mit der Maus
Die Sendung mit der Maus (El programa con el ratón) es uno de los programas infantiles más exitosos en la televisión alemana. Desde 1971 ha sido producido por la ARD y transmitido los domingos a las 11 y media de la mañana. La base del programa son los segmentos cómico y técnico (Lach- und Sachgeschichten), entre los que se cuentan dibujos animados o filmes cortos con explicaciones acerca de diversos temas como, por ejemplo, el funcionamiento de artículos de uso diario.

## Generalidades
El programa fue creado originalmente como Historias cómicas y técnicas para televidentes novatos (Lach- und Sachgeschichten für Fernsehanfänger) por Gert Kaspar Müntefering, Siegfried Mohrhof, Monika Paetow y Armin Maiwald. La primera emisión fue el 7 de marzo de 1971 en la ARD. Apenas un año más tarde, el 23 de enero de 1972, fue renombrado como El programa con el ratón (Die Sendung mit der Maus). Los capítulos de la serie se transmiten en más de cien países y el programa ha recibido más de un centenar de premios nacionales e internacionales. En junio de 1998 se canceló un timbre postal con el motivo del Ratón. En la Exposición universal de Hannover en 2000 fue el motivo principal del pabellón alemán. La sección "Pregúntale al ratón" (Frag doch mal die Maus) fue motivo de un programa de la ARD en 2006.

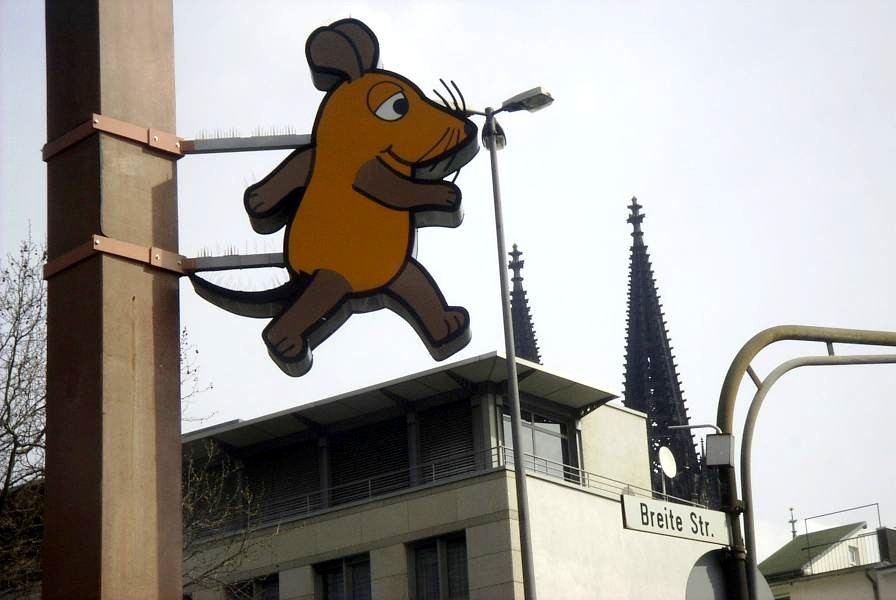
Un cartel del personaje de la serie en la ciudad de Köln (Colonia), Alemania.